# Zax Wang
Zax Wang Ren Fu (caratteri cinesi: 王仁甫; pinyin: Wáng Rén Fŭ; Taiwan, 28 agosto 1980) è un cantante, attore e conduttore televisivo taiwanese, attuale membro della boy band 5566.
Prima di entrare dei 5566, ha fatto parte della boy band POSTM3N, scioltasi nel 1997.

## Biografia
Ha recitato in diverse serie televisive taiwanesi e cinesi, ed ha partecipato insieme ai 5566 alle rispettive colonne sonore. Vanta una canzone solista nella colonna sonora del drama Westside Story (Xi Jie Shao Nian). È conosciuto anche per aver condotto diversi show televisivi e varietà.
Il 19 novembre 2006 ha avuto con la showgirl taiwanese Ji Qin (季芹) la prima figlia, Lele, mentre il 28 luglio 2008 è nato il secondogenito Yaya. Wang e Ji Qin si sono sposati a dicembre del 2008 sull'isola di Guam, e dopo il matrimonio hanno pubblicato un book fotografico intitolato Wedding In Guam (芹仁 關島婚禮).
Parla cinese, dialetto taiwanese Minnan, cantonese ed inglese.

## Filmografia

### Televisione
- MVP Qing ren (My MVP Valentine) – serie TV, 13 episodi (2002)
- Top on the Forbidden City – serie TV (2004)
- Mr. Fighting – serie TV, 20 episodi (2005)